# Gerhard Dane
Gerhard Dane (* 3. März 1942 in Leverkusen) ist ein deutscher katholischer Geistlicher und Buchautor.

## Leben
Gerhard Dane wuchs mit seinen zwei Schwestern in der Nähe des Leverkusener Bayerwerks auf. Nach dem Abitur studierte er in Bonn und Freiburg Theologie unter anderem bei Joseph Ratzinger. Kurz nach dem Ende des Zweiten Vatikanischen Konzils wurde er nach zwei Jahren Priesterseminar am 27. Januar 1967 von Joseph Kardinal Frings zum Priester geweiht. Danach war er je vier Jahre sowohl in Köln-Buchforst als auch in der Agnes-Kirche am Ebertplatz Kaplan. Von 1975 an war er Pastor in Köln-Worringen, bis er 1993 nach Kerpen versetzt wurde. Vor seiner Versetzung verbrachte er allerdings drei Monate am See Genezareth und in Jerusalem im Heiligen Land. Am 19. Februar 1994 wurde er vom Kölner Erzbischof Joachim Kardinal Meisner zum Kreisdechanten des Erftkreises ernannt. Ebenfalls war er Vorsitzender des Caritas-Verbandes für den Rhein-Erft-Kreis. 2005 erlebte er als Pfarrer des Marienfeldes den Kölner Weltjugendtag mit.
2006 legte er das Amt des Kreisdechanten ab und ist seitdem Pfarrvikar in Bedburg-Kaster. Außerdem ist er bis zu seinem Ruhestand Vorsitzender des Deutschen Verein vom Heiligen Lande für das Erzbistum Köln gewesen. 

## Publikationen
- Wo Jesus lebte (Kinderbuch; Don Bosco Verlag 2008)
- Im Garten kannst du Gott begegnen (Don Bosco Verlag 2010)
- Dir wollen wir singen – 52 kurze Chorgebete (Musikverlag Butz)
- Wie Menschen heil werden – Begegnungen mit Jesus dem Seelsorger (Kösel Verlag 1995)

| Personendaten    | Personendaten                                              |
| ---------------- | ---------------------------------------------------------- |
| NAME             | Dane, Gerhard                                              |
| KURZBESCHREIBUNG | deutscher römisch-katholischer Geistlicher, Schriftsteller |
| GEBURTSDATUM     | 3. März 1942                                               |
| GEBURTSORT       | Leverkusen                                                 |